# Spiculonana petraea
Spiculonana petraea är en kräftdjursart som beskrevs av Just och Wilson 2004. Spiculonana petraea ingår i släktet Spiculonana och familjen Paramunnidae.
Artens utbredningsområde är havet kring Nya Zeeland. Inga underarter finns listade i Catalogue of Life.